# Gobiodon spilophthalmus
Gobiodon spilophthalmus är en fiskart som beskrevs av Fowler, 1944. Gobiodon spilophthalmus ingår i släktet Gobiodon och familjen smörbultsfiskar. Inga underarter finns listade i Catalogue of Life.